# 力圖唱片
力圖唱片有限公司（Colorway Records Company, Limited）是一家香港的音樂及唱片公司，是雄圖娛樂屬下公司，於1995年成立，後因亞洲金融風暴而於1998年倒閉。

## 歌手列表（1995－1998）

### 男
- 譚耀文（1996年－1998年）1998年力圖唱片倒閉而解約
- 郭晉安（1995年－1998年）1998年力圖唱片倒閉而解約
- 阮兆祥（1995年－1998年）1998年力圖唱片倒閉而解約
- 余家豪（1998年）1998年力圖唱片倒閉而解約
- 袁偉豪（1998年）1998年力圖唱片倒閉而解約

### 女
- 黎瑞恩（1996年－1998年）1998年力圖唱片倒閉而解約
- 蔣卓樂（1995年－1998年）1998年力圖唱片倒閉而解約
- 黃雯（1998年）1998年力圖唱片倒閉而解約
- 王靜文（1998年）1998年力圖唱片倒閉而解約